# Élise Gauthier-Villars
 (mars 2022).
Élise Gauthier-Villars est une musicienne, cheffe d'orchestre française.

## Biographie
C’est par la pratique du violon qu’Élise fit, à l’âge de trois ans et demi, la découverte du monde de la musique. À Paris, elle étudie le chant, l’harmonie, l’orchestration, et la musicologie. 
Elle y fonde l’orchestre à cordes Hémiole et dirige les orchestres du Conservatoire Jean-Philippe Rameau. En 2003, elle obtient son Master en direction d’orchestre de la Royal Academy of Music (Académie royale de musique de Londres). Elle est lauréate, en 2000, de la Bourse Bleustein Blanchet pour la Vocation, la Henry Wood Scholarship, et la Bourse Internationale  de l’Associated Board of the Royal Schools of Music. À Londres, elle fonde avec deux autres chefs d’orchestre l’ensemble "3n’O". Elle quitte Londres pour New York où elle est nommée assistante chef d’orchestre de l’Astoria Symphony, et est sélectionnée pour participer au séminaire de direction d’orchestre de Kurt Masur à la Manhattan School of Music de New York. Elle crée le Helix Ensemble, constitué de jeunes professionnels. Elle donne dans le cadre du Festival de la francophonie de New York, à la Manhattan School of Music, un concert dans le grand auditorium, où se mêlent musique symphonique, cinéma, peinture et jeu d’acteur sur scène.
Elise Gauthier-Villars a vécu entre Berlin et Alger, où elle a dirigé pendant deux ans l’Orchestre symphonique national algérien. Elle mit un point d’honneur à organiser des sessions pédagogiques entre cet orchestre et les musiciens qu’elle a rencontrés durant son parcours à Paris, Londres et New York. 
L’été 2007, elle fonde Jeunesse musicienne d’Alger (JMA), une structure d’apprentissage de l’instrument et de pratique d’orchestre. Une vingtaine de jeunes musiciens algériens ont intégré cette structure : un orchestre des jeunes est né.